# Józef Kałużny
Józef Kałużny (ur. 17 marca 1940, zm. 14 stycznia 2018) – polski okulista, profesor medycyny w zakresie chorób oczu.

## Życiorys
Dyplom lekarski uzyskał w 1964 roku na Akademii Medycznej w Poznaniu. W latach 1966–76 pełnił funkcje asystenta, a następnie adiunkta w poznańskiej Klinice Okulistycznej, gdzie obronił doktorat i uzyskał specjalizację II stopnia w zakresie okulistyki. W latach 1976-79 pełnił funkcję ordynatora oddziału okulistycznego Szpitala Wojewódzkiego w Zielonej Górze. Od 1979 do czasu przejścia na emeryturę w 2010 roku był profesorem i kierownikiem Katedry i Kliniki Chorób Oczu bydgoskiej Akademii Medycznej (od 2004 Wydziału Lekarskiego Collegium Medium UMK). W latach 1990–1995 pełnił funkcję rektora Akademii Medycznej w Bydgoszczy.
W latach 1998–2004 był przewodniczącym Polskiego Towarzystwa Okulistycznego. W latach 1980–1992 redaktor naczelny, a następnie członek komitetu honorowego kwartalnika naukowego „Klinika Oczna” (oficjalne pismo Polskiego Towarzystwa Okulistycznego).
Był przedstawicielem Polski w Europejskiej Radzie Okulistyki i w Sekcji Okulistycznej Europejskiej Rady Towarzystw Medycznych w Brukseli. 
Jako pierwszy w Polsce wykonał wszczepienie sztucznych soczewek tylnokomorowych po usunięciu zaćmy (1985).
Kierował zespołem okulistów, którzy w 2000 roku jako pierwszy na świecie zastosowali w diagnostyce okulistycznej wynalazek fizyków z UMK – spektralną koherencyjną tomografię optyczną (SOCT Copernicus). Od 2008 pracował – wraz z synami – we własnej prywatnej klinice okulistycznej Oftalmika w Bydgoszczy, w której pełnił funkcję dyrektora ds. medycznych. Wykonał w sumie 20 tys. operacji okulistycznych.
Jego dwaj synowie – Jakub (ur. 1969) oraz Bartłomiej (ur. 1974) – także są okulistami, trzeci syn - Marcin (ur. 1977) jest farmaceutą.
Patron skweru na bydgoskim Okolu.